# Campoletis cubicator
Campoletis cubicator är en stekelart som beskrevs av Aubert 1974. Campoletis cubicator ingår i släktet Campoletis och familjen brokparasitsteklar. Inga underarter finns listade.